# Хромой бес (роман Лесажа)
«Хромой бес» (фр. Le Diable boiteux) — роман французского писателя Алена-Рене Лесажа, опубликованный в 1707 году.

## Сюжет
С точки зрения сюжета «Хромой бес» Лесажа связан с одноимённым романом испанца Луиса Велеса де Гевары. Дьявол Асмодей здесь летает вместе со студентом Леандро над Мадридом и показывает ему внутренность домов, снимая с этой целью их крыши. В калейдоскопе открывающихся таким образом зрелищ развёртывается пред читателем широкая картина жизни с её переходами от радостей к страданиям, от нищеты к роскоши, от счастья к горю и болезням. Формально действие происходит в столице Испании, но на деле Лесаж показывает жизнь современной ему Франции.

## Создание и восприятие
Изначально Лесаж хотел перевести «Хромого беса» Гевары, но уже на третьей главе он отбросил испанский текст и начал создавать полностью оригинальное произведение. Роман был опубликован в 1707 году и имел громадный успех. До конца года были распроданы без остатка два тиража, причём в прессе сообщалось о дуэли между двумя дворянами из-за последнего экземпляра. Роман сохранял популярность до XIX века.